# Lista personajelor din „Pariu cu viața” și „O nouă viață”
Această este o listă a personajelor din Pariu cu viața și O nouă viață, primul serial (telenovelă) muzical românesc. Serialul urmărește viețile adolescenților din Lala Band, clubul de muzică modernă al Colegiului Național de Arte din București.

## Distribuția
|  | Personaje principale               |
|  | Personaje secundare (+3 apariții)  |
|  | Personaje episodice (1-3 apariții) |
|  | Nicio apariție                     |

| Alina Eremia             | Ioana Anghel        | Principal | Principal | Principal | Principal | Principal |  |
| Dorian Popa              | Andrei Popa         | Principal | Principal | Principal | Principal | Principal |  |
| Cristina Ciobănașu       | Anca Anghel         | Principal | Principal | Principal | Principal | Principal |  |
| Vlad Gherman             | Vlad Stănescu       | Principal | Principal | Principal | Principal | Principal |  |
| Carmen Tănase            | Mara Anghel         | Principal | Principal | Principal | Principal | Principal |  |
| Elvira Deatcu            | Tănțica Cercel      | Principal | Principal | Principal | Principal | Principal |  |
| Radu Gabriel             | Gică Popa           | Principal | Principal | Principal |           |           |  |
| Doru Ana                 | Sandu Anghel        | Principal | Principal | Episodic  |           | Secundar  |  |
| Marin Moraru             | Silviu Crăciun      | Principal | Principal | Principal | Principal | Principal |  |
| Adela Popescu            | Raluca Dumitrescu   | Principal | Principal | Principal | Principal | Principal |  |
| Radu Vâlcan              | Tudor Neacșu        | Principal | Principal | Principal | Principal | Principal |  |
| Dan Condurache           | Dumitru Dumitrescu  | Principal | Principal |           |           |           |  |
| Diana Dumitrescu         | Andreea Rădulescu   | Principal | Principal |           |           |           |  |
| Costin Sforaru           | Rareș Voinescu      | Principal | Principal |           |           |           |  |
| Manuela Ciucur           | Dorina Anastasiu    | Principal |           |           |           |           |  |
| Mădălina Drăghici        | Alexandra Anastasiu | Principal |           |           |           |           |  |
| Teo Trandafir            | Zâna Crăciun        |           | Principal | Principal | Principal |           |  |
| Ioan Isaiu               | Dr. Moroșanu        |           | Principal | Episodic  |           |           |  |
| Augustin Viziru          | Titi                |           | Principal |           |           |           |  |
| Ion Ion                  | Vasile Popa         | Secundar  | Secundar  | Principal | Principal | Principal |  |
| Răzvan Fodor             | Robert Călin        |           |           | Principal | Principal | Secundar  |  |
| Gheorghe Visu            | Dragoslav           |           | Episodic  | Principal |           |           |  |
| Dan Chiriac              | Desene              | Secundar  | Secundar  | Principal |           |           |  |
| Ion Cincasciuc           | Constantin Oprea    | Principal | Secundar  |           |           |           |  |
| Alec Secăreanu           | Jimmy               |           | Episodic  | Principal |           |           |  |
| Bebe Cotimanis           | Traian Minea        |           |           |           | Episodic  | Principal |  |
| Bogdan Albulescu         | Filip Tomescu       |           |           |           |           | Principal |  |
| Alina Chivulescu         | Amalia Barbu        |           |           |           |           | Principal |  |
| Mihai Călin              | Nae                 |           |           |           |           | Principal |  |
| Lala Band                |                     |           |           |           |           |           |  |
| Sore Mihalache           | Sara Năstase        | Principal | Principal | Principal | Principal | Principal |  |
| Rapha Tudor              | Cristi Alexandrescu | Principal | Principal | Principal | Principal | Principal |  |
| Dima Trofim              | Dima Trofin         | Principal | Principal | Principal | Principal | Principal |  |
| Alexia Țalavutis         | Monica Bora         | Principal | Principal | Principal | Principal | Principal |  |
| Bubu Cernea              | Bubu Grama          | Principal | Principal | Principal | Principal | Episodic  |  |
| Gabriel Ciocan           | Jenel Frumosu       | Secundar  | Secundar  | Secundar  | Secundar  | Secundar  |  |
| Levent Sali              | Rafael Cercel       | Secundar  | Secundar  | Secundar  | Secundar  | Secundar  |  |
| Andrada Popa             | Andrada Rizea       | Secundar  | Secundar  | Secundar  | Secundar  |           |  |
| Gloria Melu              | Sofia Drăgulescu    | Secundar  | Secundar  | Secundar  | Secundar  |           |  |
| Costin Cambir            | Răzvan Oprea        | Secundar  | Secundar  | Secundar  | Secundar  |           |  |
| Mihai Mitițescu          | Bogdan Cristescu    | Secundar  | Secundar  | Secundar  | Secundar  |           |  |
| Bianca Dragomir          | Diana Martin        | Secundar  | Secundar  |           |           |           |  |
| Andrei Ștefan            | Ștefan Luca         | Secundar  | Secundar  |           |           |           |  |
| Monica Odagiu            | Laura Moise         | Secundar  | Secundar  |           |           |           |  |
| Georgiana Drumen         | Gio Popa            | Secundar  | Secundar  | Episodic  |           |           |  |
| Oana Stancu              | Nadia Anastasiu     | Secundar  | Episodic  |           |           |           |  |
| Iuliana Matei            | Cora Pantelimon     | Figurație | Secundar  | Secundar  |           |           |  |
| Liviu Teodorescu         | Liviu Andreescu     |           | Secundar  | Secundar  | Secundar  | Episodic  |  |
| Ana Baniciu              | Dana Popovici       | Figurație | Episodic  | Secundar  | Secundar  | Secundar  |  |
| Distribuția secundară    |                     |           |           |           |           |           |  |
| Daniel Popescu           | Fane Cârciumaru     | Secundar  | Secundar  |           |           |           |  |
| Gheorghiță Mihalache     | Paznic școală       | Secundar  | Secundar  | Secundar  |           |           |  |
| Dana Dembinski Medeleanu | Delia Năstase       | Secundar  | Secundar  | Secundar  | Episodic  |           |  |
| Cătălin Câțoiu           | Johnny              | Secundar  | Secundar  |           |           |           |  |
| Claudia Ieremia          | Aurora Stanciu      | Episodic  | Secundar  |           |           |           |  |
| Carmen Ionescu           | Dr. Victoria Iancu  |           | Episodic  |           |           | Secundar  |  |
| Florin Roată             | Puiuț               |           | Secundar  |           |           |           |  |
| Gabriel Florea           | Marcel              |           | Secundar  |           |           |           |  |
| Mircea Teodorescu        | Butonieră           |           | Secundar  |           |           |           |  |
| Mircea Gheorghiu         | Doctor              |           | Secundar  | Secundar  | Secundar  | Secundar  |  |
| Vica Bucun               | Vika                |           | Secundar  |           |           |           |  |
| Adrian Simion            | Mugurel             | Figurație | Secundar  | Episodic  |           |           |  |
| Doris Dănăilă            | Doris               |           | Secundar  | Secundar  |           |           |  |
| Răzvan Bănică            | David               |           | Secundar  | Episodic  |           |           |  |
| Bogdan Iancu             | Mihăiță             |           |           | Secundar  | Secundar  | Secundar  |  |
| Andrei Roșu              | George              |           |           | Secundar  | Episodic  |           |  |
| Adrian Titieni           | Director SRI        |           |           | Secundar  |           |           |  |
| Laura Cosoi              | Mihaela             |           |           | Secundar  |           |           |  |
| Sara Poslusnic           | Mia                 |           |           |           | Secundar  | Secundar  |  |
| Iulia Verdes             | Tina                |           |           |           | Secundar  |           |  |
| Octavian Strunilă        | Nasture             |           |           |           | Secundar  |           |  |
| Ioan Ștefan              | Gabytzu             |           |           |           | Secundar  |           |  |
| Miruna Mănescu           | Vivi                |           |           |           |           | Secundar  |  |
| Ștefan Hitruc            | Edi Mărculescu      |           |           |           |           | Secundar  |  |
| George Secioreanu        | Pavarotti           |           |           |           |           | Secundar  |  |
| Alex Neculae             | Bobo                |           |           |           |           | Secundar  |  |
| Miruna Iova              | Lara                |           |           |           |           | Secundar  |  |
| David Hences             | David               |           |           |           |           | Secundar  |  |
| Sorana Păcuraru          | Sorana              |           |           |           |           | Secundar  |  |
| Alexandra Năftănăilă     | Sandra              |           |           |           |           | Secundar  |  |
| Silviu Stănescu          | Matei               |           |           |           |           | Secundar  |  |
| Ștefania Zmau            | Alice               |           |           |           |           | Secundar  |  |
| Radu Gabriel             | Șofer Filip         |           |           |           |           | Secundar  |  |
| Ion Cosma                | Tata Filip          |           |           |           |           | Secundar  |  |